# Relaciones Alemania-Francia
Las relaciones Alemania-Francia, relaciones franco-alemanas o relaciones germano-francesas son términos que aluden a las relaciones políticas, económicas, sociales, diplomáticas y culturales entre la República Federal de Alemania y la República Francesa, ambos Estados de la Unión Europea. Han sido de gran importancia en el desarrollo de varios de los principales acontecimientos mundiales durante los últimos dos siglos. Así, los grandes conflictos bélicos europeos y mundiales entre 1870 y 1945 enfrentaron a Francia y Alemania.
A finales del siglo XV, con motivo de la sucesión del duque de Borgoña Carlos el Temerario, cuya hija se casó con Maximiliano I de Habsburgo, comienza la rivalidad entre las casas de Francia y Austria. En el siglo XVIII, dicho conflicto fue explotado por los Margraves de Brandeburgo para desarrollar sus posesiones y lograr el acenso de Prusia al grado de Reino. No fue sino hasta 1756 y la Guerra de los Siete Años que Francia y la Casa de Habsburgo unieron fuerzas contra el surgimiento de Prusia.
La pugna por la hegemonía política en Europa Central y Occidental, librada entre Alemania y Francia, fue una lucha por la distribución de poder y riqueza en ese espacio. La transformación del equilibrio de poder que tuvo lugar con la creación del Imperio Alemán en 1871 —unificación de los diferentes Estados alemanes en torno a Prusia y excluyendo a Austria—, fue el resultado de una guerra en la que una unión de Estados alemanes se impuso al Segundo Imperio francés. Así, para sus relaciones bilaterales, los sucesos al final de la Guerra fría fueron una revisión de los de 1871, ya que la reunificación de Alemania de 1990 se llevó a cabo pacíficamente y con el consentimiento de Francia.
Ambos países han construido desde los años 1950 un entramado de relaciones: institutos de investigación y universidades comunes, un intenso intercambio juvenil, más de 2000 ciudades hermanadas e innumerables contactos personales, además de compartir una frontera terrestre de 451 km de extensión. Adicionalmente se llevan a cabo cumbres franco-alemanas de sus respectivos consejos de Ministros.
Como parte de la integración europea que ambos países impulsan desde la posguerra de la Segunda Guerra Mundial, la refundación de la Unión Europea es un proyecto institucional —iniciado en 2017— liderado por la Comisión Europea (CE) y el Eje franco-alemán,

## Antecedentes
La rivalidad y las diferencias culturales entre las tribus galas y germánicas, las culturas prerromanas que evolucionaron gradualmente hacia Francia y Alemania, fueron notadas por Julio César en su obra Sobre la guerra de las Galias. Romanos, cartagineses y muchas otras culturas emplearon frecuentemente a miembros de tribus galas como guías y traductores. Los galos asaltaron con frecuencia el territorio romano, de manera más espectacular en 390/387 a. C. (390 a. C. siendo el año tradicional y 387 a. C. un año probable), tomando la propia Roma después de la Batalla del Alia y aceptando un rescate considerable por la liberación de la ciudad. La propia Galia tenía una importancia estratégica tanto por su posición geográfica como por ser una fuente de ingresos, mercenarios y esclavos. Las tribus germánicas, en cambio, permanecieron más aisladas y rebeldes. Alemania se encontraba más lejos del dominio romano y estaba bien protegida por las fuertes barreras naturales de los Alpes, los ríos Rin y Danubio y los densos bosques. Por lo tanto, el Imperio Romano en expansión dirigió su atención primero a la Galia, culminando con la conquista de la Galia por Julio César en los años 50 a. C.
Debido a su proximidad más cercana a Roma y obstáculos geográficos menos formidables, Roma pudo consolidar su control de Galia. Durante los siguientes tres siglos, hasta la crisis del siglo III, la Galia fue parte integral del Imperio Romano. Galia gradualmente se romanizó, su gente adoptó las costumbres romanas y fusionó sus propias lenguas indígenas con el latín para producir el francés antiguo, que a lo largo de la Edad Media evolucionó hacia el francés. Germania, por otro lado, nunca fue completamente romanizada. Alemania Occidental, conocida por los romanos como Germania, no se integró en el Imperio hasta el siglo I d. C., y los romanos dejaron de intentar conquistar y romanizar la mitad oriental de Alemania después de la desastrosa batalla del bosque de Teutoburgo.
Las diferencias culturales entre los galos y los alemanes conspiraron con la extensión dramáticamente diferente de la romanización para establecer las dos culturas como entidades distintas y discretas durante el Imperio Romano tardío y la Edad Media temprana. Los francos, ellos mismos una tribu germánica, abandonaron gran parte del legado lingüístico y cultural de sus antepasados germánicos después de haber conquistado la Galia y con el tiempo se diferenciaron de otras tribus germánicas más cercanas al Rin y al este del Rin.
El Imperio carolingio establecido en 800 por Carlomagno logró una unidad política transitoria, pero la muerte del hijo de Carlomagno, Luis el Piadoso, marcó su desaparición, ya que en 843 el reino carolingio fue dividido en tres partes por el Tratado de Verdún. La Francia Media, la débil parte central bajo el emperador Lotario I, pronto se dividió nuevamente. La parte norte de Lotaringia a ambos lados de la frontera del idioma se convirtió en una manzana de la discordia entre los reinos occidental y oriental que se convirtieron en las naciones modernas de Francia y Alemania.

## Historia

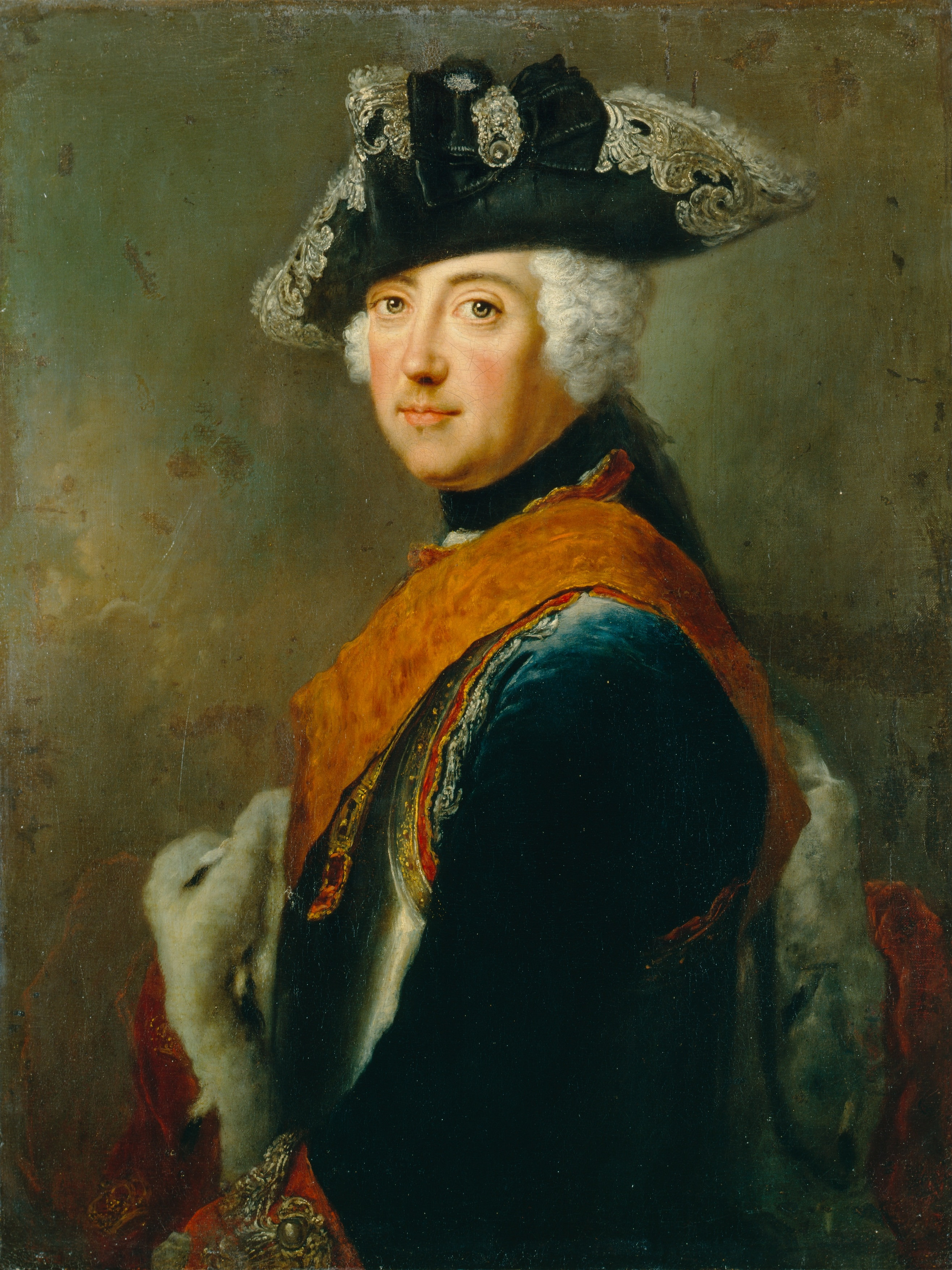
Federico II en la época de la guerra de sucesión austriaca, tras la cual Prusia, bajo su liderazgo, emergió como una potencia europea.

### Rivalidad entre Francia y la Casa de Habsburgo y la casa colonial
En 1477, el archiduque Habsburgo Maximiliano I de Austria, hijo del emperador Federico III, se casó con María la Rica, la única hija del duque de Borgoña Carlos el Temerario. Federico y Carlos habían arreglado el matrimonio, poco antes de que el duque fuera asesinado en la batalla de Nancy.
Sus antepasados de la casa francesa de Valois-Borgoña a lo largo de los siglos habían adquirido una colección de territorios a ambos lados de la frontera de Francia con el Sacro Imperio Romano Germánico. Se extendía desde la Borgoña propiamente dicha en el sur hasta los Países Bajos en el norte, algo parecido a la Francia medieval temprana. Tras la muerte del duque, el rey Luis XI de Francia intentó apoderarse de su herencia como feudos revertidos, pero fue derrotado por Maximiliano, quien por el Tratado de Senlis de 1493 anexó los territorios de Borgoña, incluidos Flandes y Artois, y afirmó la posesión del Condado de Borgoña (Franco Condado).
Maximiliano, emperador del Sacro Imperio Romano Germánico desde 1493, también pudo casar a su hijo Felipe el Hermoso con Juana de Castilla, heredera tanto de la Corona de Castilla como de la Corona de Aragón. Su nieto, el emperador Carlos V, heredó los Países Bajos y el Franco Condado en 1506. Cuando (por vía materna) también heredó España en 1516, Francia estaba rodeada de territorios de los Habsburgo y se sentía bajo presión. La tensión resultante entre las dos potencias provocó una serie de conflictos, como las Guerras de Italia o la guerra de sucesión española, hasta que la Revolución diplomática de 1756 los hizo aliados contra Prusia.
La guerra de los Treinta Años (1618-1648) fue un conflicto complejo que tuvo lugar en el Sacro Imperio Romano y sus alrededores, con causas religiosas, estructurales y dinásticas. Francia intervino en este conflicto tanto de forma indirecta, en gran medida pero no exclusivamente, del lado de varias potencias protestantes intervinientes, como directamente a partir de 1635. La Paz de Westfalia de 1648 le dio a Francia un control limitado sobre Alsacia y Lorena. Los Tratados de Nimega de 1679 consolidaron este resultado al poner las ciudades bajo control francés. En 1681, Francia ocupó Estrasburgo.
Mientras tanto, la expansión del Imperio otomano musulmán se convirtió en una seria amenaza para la Austria cristiana. El Vaticano inició una llamada Liga Santa contra el "enemigo hereditario" de la Europa cristiana. Lejos de unirse o apoyar el esfuerzo común de Austria, Brandeburgo-Prusia, los otros estados alemanes y Polonia, Francia bajo Luis XIV invadió los Países Bajos Españoles en septiembre de 1683, pocos días antes de la Batalla de Viena. Mientras Austria y los otros estados alemanes estaban ocupados con la Gran Guerra Turca (1683-1699), Francia inició la Guerra de la Gran Alianza (1688-1697). El intento de conquistar gran parte del sur de Alemania finalmente fracasó, cuando las tropas alemanas se retiraron de la frontera otomana y se trasladaron a la región. Sin embargo, siguiendo una política de tierra arrasada que provocó una gran protesta pública en ese momento, las tropas francesas, bajo el notorio general Ezéchiel du Mas, devastaron grandes partes del Palatinado, Baden y Württemberg quemando y arrasando numerosas ciudades y pueblos en el sur de Alemania.

### Impacto de la Revolución francesa (1789-1848)

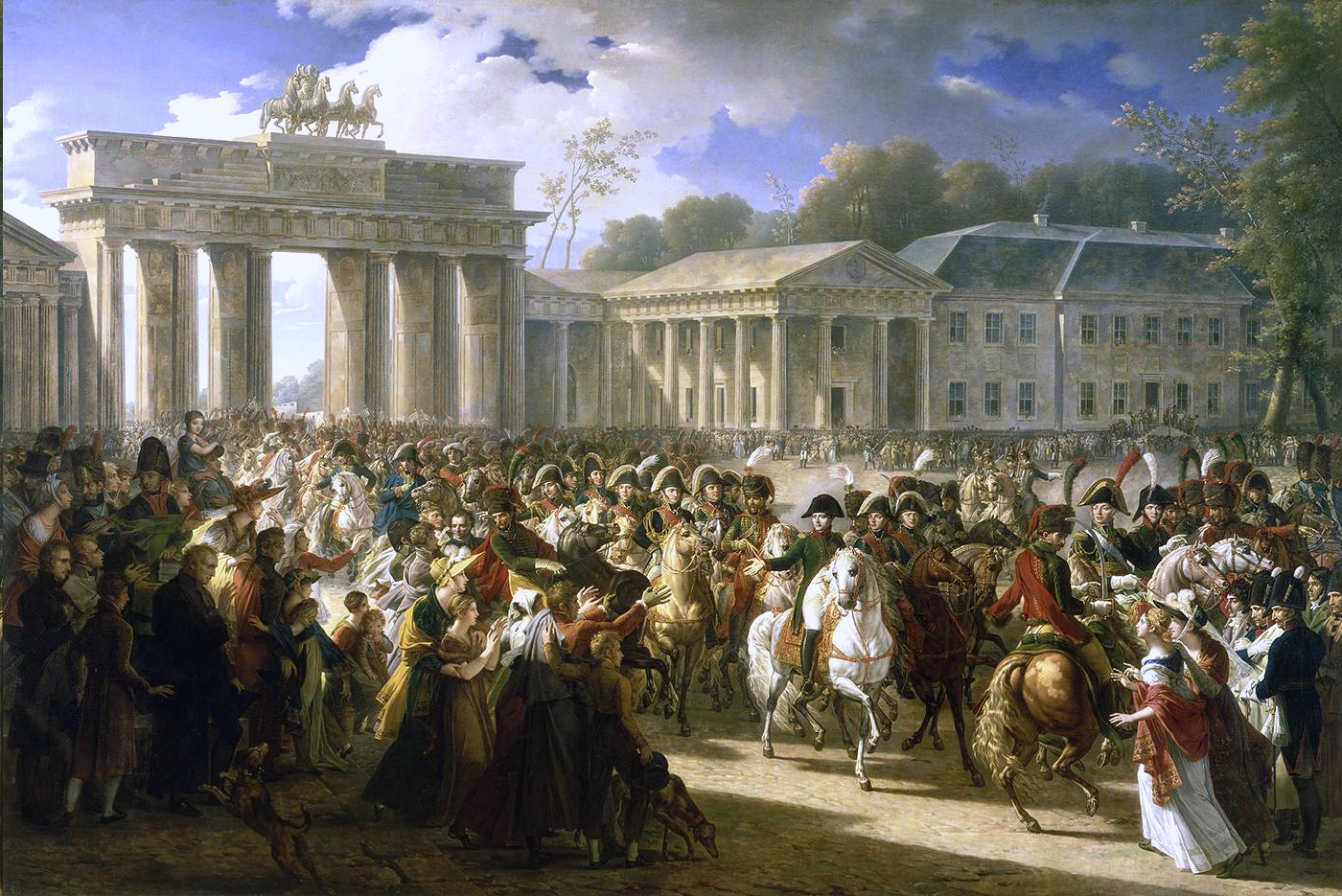
Tras su victoria en la batalla de Jena, Napoleón entró en Berlín a la cabeza de sus tropas.

#### Invasión francesa
Al principio, la Revolución francesa fue generalmente bien recibida por los intelectuales alemanes; varios filósofos estaban entusiasmados con los avances democráticos provocados por la Revolución. Vieron en Napoleón Bonaparte al hombre que salvaguardaría y completaría las reformas revolucionarias, pero le tomaron aversión cuando se hizo emperador.
La derrota en la batalla de Jena de 1806, donde el ejército prusiano fue aplastado por el ejército francés, y la consiguiente ocupación de Berlín causó un trauma dentro de la élite prusiana y alemana. Como consecuencia de la derrota germánica en las guerras napoleónicas, el Tratado de París establece la Confederación del Rin, con lo que el Sacro Imperio Romano Germánico queda disuelto. El emperador Francisco II adopta el título de Francisco I, emperador de Austria y rey de Hungría.

#### Las guerras de liberación y la restauración
En el Congreso de Viena de 1815, las monarquías que han vencido al Imperio francés (Prusia, Austria y Rusia) crean la Santa Alianza para defenderse de posibles insurrecciones republicanas y nacionalistas. Pocas semanas después de clausurado el Congreso, el emperador de Austria, el zar de Rusia y el rey de Prusia suscribieron aquel solemne "pacto místico".

#### Revoluciones de 1830 y 1848
Las revoluciones francesas que derrocan a los reyes Carlos X y Luis Felipe I se extienden al resto de Europa, en un intento de acabar con las monarquías absolutas. Las monarquías prusiana y austriaca se vieron afectadas.

### Guerra franco-prusiana y Unificación de Alemania

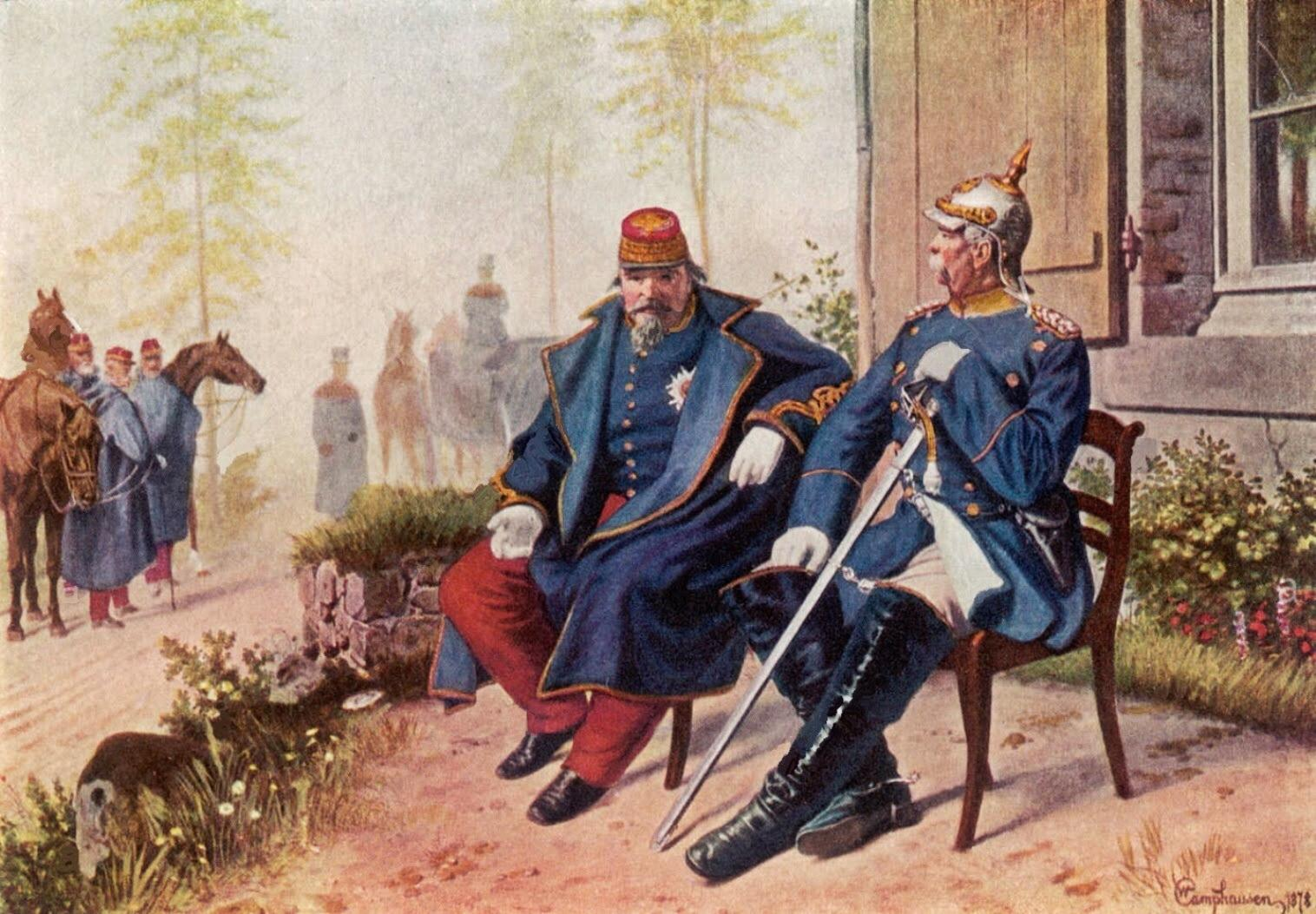
Otto von Bismarck (con casco) y Napoleón III de Francia tras la batalla de Sedán.

La guerra franco-prusiana (en alemán: Deutsch-Französischer Krieg; en francés: Guerre franco-allemande) fue un conflicto bélico que se libró entre el 19 de julio de 1870 y el 10 de mayo de 1871 entre el Segundo Imperio francés (y después de la caída del régimen, por la Tercera República Francesa) y el Reino de Prusia (y posteriormente, Imperio alemán), con el apoyo de la Confederación Alemana del Norte y los reinos aliados de Baden, Baviera y Wurtemberg. El conflicto marcó el estallido de la tensión entre las dos potencias, que se acrecentó tras el fracaso del proyecto de Napoleón III de anexar Luxemburgo aunque el intento de anexión se solucionó pacíficamente con el Tratado de Londres (1867), fue un suceso que causó el final de una relación relativamente equilibrada con la Prusia de Otto von Bismarck. La tensión se hizo mayor debido a la creciente influencia, no tolerada por Francia, ejercida por los Estados alemanes en el sur del río Meno, y la dirección de Prusia ejercida dentro de la Confederación Alemana del Norte (estado creado en 1867 tras la victoria de Prusia en la guerra austro-prusiana).
Francia movilizó su ejército el 15 de julio de 1870, lo que llevó a la Confederación del Norte de Alemania a responder con su propia movilización ese mismo día. El 16 de julio de 1870, el parlamento francés (Corps législatif) votó a favor de declarar la guerra a Prusia y Francia invadió territorio alemán el 2 de agosto. La coalición alemana movilizó sus tropas con mucha más eficacia que la francesa e invadió el noreste de Francia el 4 de agosto. Las fuerzas alemanas eran superiores en número, adiestramiento y liderazgo y hacían un uso más eficaz de la tecnología moderna, en particular del ferrocarril y la artillería.
Una serie de reñidas victorias prusianas y alemanas en el este de Francia, que culminaron con el sitio de Metz y la batalla de Sedán, dieron como resultado la captura del emperador francés Napoleón III y la derrota decisiva del ejército del Segundo Imperio. El 4 de septiembre se formó en París un Gobierno de Defensa Nacional que continuó la guerra durante otros cinco meses. Las fuerzas alemanas lucharon y derrotaron a nuevos ejércitos franceses en el norte de Francia, y después asediaron París durante más de cuatro meses antes de que cayera el 28 de enero de 1871, poniendo fin efectivo a la guerra. Terminó con la completa victoria de Prusia y sus aliados. En los últimos días de la guerra, con la victoria alemana casi asegurada, los estados alemanes proclamaron su unión como Imperio alemán bajo el rey prusiano Guillermo I y el canciller Bismarck. Con las notables excepciones de Austria y la Suiza alemana, la inmensa mayoría de germanoparlantes se unieron por primera vez bajo un Estado-nación. Tras un armisticio con Francia, el 10 de mayo de 1871 se firmó el Tratado de Fráncfort, por el que se concedían a Alemania miles de millones de francos en reparaciones de guerra, así como la mayor parte de Alsacia y partes de Lorena, que se convirtieron en el Territorio imperial de Alsacia y Lorena (Reichsland Elsaß-Lothringen).

### Rivalidades coloniales

Mapa del África colonial en vísperas de la Primera Guerra Mundial (1914).

Para compensar la pérdida de Alsacia-Lorena y modificar el equilibrio de poder franco-alemán que en adelante era desfavorable para Francia, la Tercera República, que había heredado de las numerosas colonias reunidas por los regímenes anteriores, amplió enormemente su imperio colonial.
A finales del siglo XIX Alemania no tenía colonias. El Imperio, en nombre de la Weltpolitik iniciada por el Kaiser Guillermo II, desea su "lugar bajo el sol", es decir, contar con imperio como los que los franceses y británicos habían establecido. Así, con la Conferencia de Berlín y el reparto de África se logra constituir el Imperio colonial alemán.
Francia y Alemania deseaban cada una establecerse en Marruecos, lo que llevó a una multiplicación de incidentes diplomáticos entre los dos países. En noviembre de 1904, Francia otorgó un gran préstamo al Sultán, que equivalía a una administración fiduciaria de sus finanzas. En 1905, Guillermo II hizo una visita a Marruecos y afirmó su independencia. Este "golpe de estado de Tánger" condujo a la reunión al año siguiente de una conferencia internacional en Algeciras, España. En 1911 se dio la Crisis de Agadir que se resolvió gracias a la política de apaciguamiento del presidente del Consejo francés, Joseph Caillaux, que dio como resultado el Tratado de Fez de noviembre de 1911. Alemania concedió a Francia total libertad de acción en Marruecos y a cambio recibió territorios en el Congo, colonia francesa, que vienen a aumentar la colonia alemana de Camerún.

### Primera Guerra Mundial

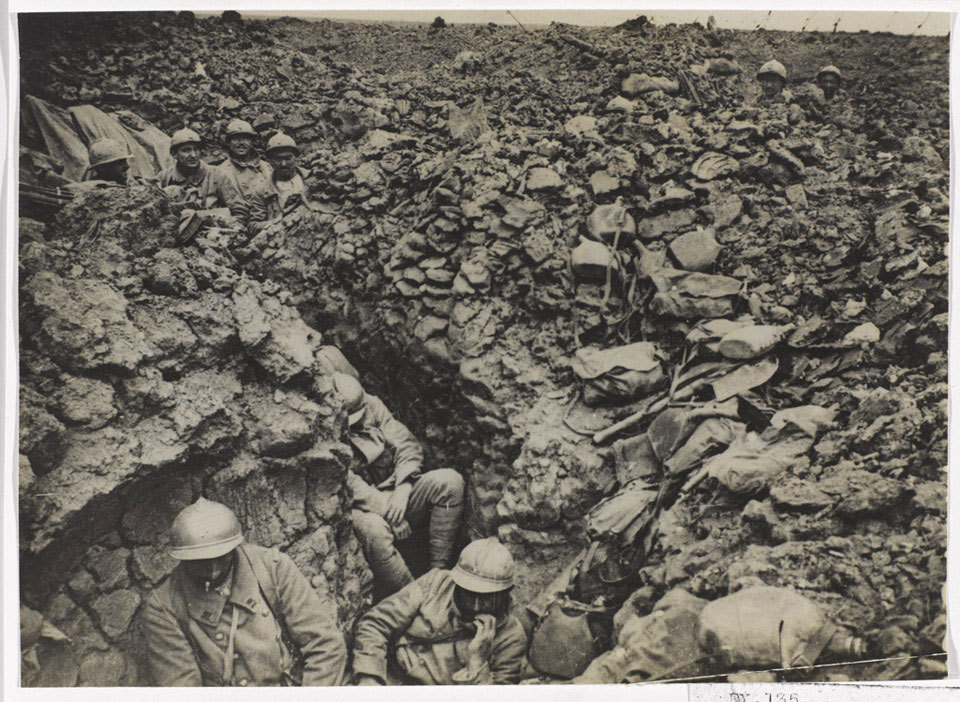
Soldados franceses durante la Batalla de Verdún.

Al inicio de la Primera Guerra Mundial en 1914, Alemania integra la coalición de las Potencias Centrales, procedente de la Triple Alianza, mientras que Francia forma parte de la Triple Entente.
La guerra de trincheras en el frente occidental alemán, en territorio francés, devastó parte del territorio y produjo miles de muertos y heridos. El armisticio del 11 de noviembre de 1918 acabó con la guerra y las tropas alemanas recibieron la orden de retirarse de los territorios ocupados en un plazo de 15 días.
Al resultar los imperios alemán y austrohúngaro derrotados por los Aliados en 1918, el Reich es disuelto y Alemania se ve forzada a aceptar el Tratado de Versalles. Alsacia y la parte de Lorena vuelven a Francia.

### Período de entreguerras
Tras la debacle de la Primera Guerra Mundial, finalizó la era en que las potencias europeas determinaban de forma predominante el orden internacional. Las relaciones entre Francia y Alemania en el período de entreguerras estuvieron marcados por la pugna entre el movimiento alemán revisionista —que rechazaba los tratados de paz y su trazado de fronteras— y su contraparte francesa defendía el orden logrado después de 1918.

### Segunda Guerra Mundial

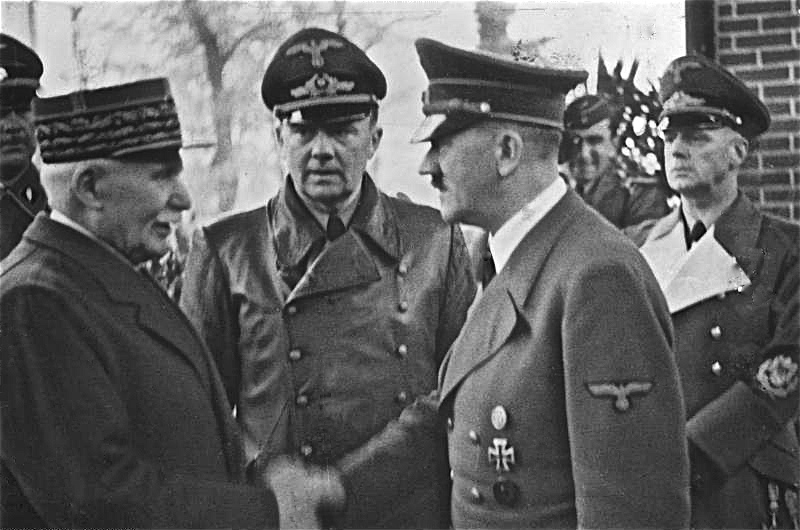

Entre 1939 y 1945  durante la Segunda Guerra Mundial, Francia y Alemania pertenecen de nuevo a coaliciones enfrentadas: la primera es parte de las potencias aliadas y la segunda integra las potencias del Eje. En junio de 1940, durante la Batalla de Francia, las tropas de Adolf Hitler vencen al ejército francés y ocupan la mitad norte del país. En 1942, invaden la zona sur.
Aunque la resistencia francesa existió, principalmente contribuyó al final de la guerra. Logró que Alemania se viera obligada a destinar más soldados a Francia en lugar de enviarlos al Frente Oriental. Sin embargo no existe consenso sobre en que proporciones la población francesa sostuvo las actividades de la resistencia, fue indiferente o colaboracionista.
Los dos países derrotados —Francia por Alemania y Alemania por los aliados— sufríeron el resultado catastrófico de la revancha que significó la guerra: una Europa destruida, dominada por dos potencias extracontinentales. A final de la contienda, la Alemania vencida es ocupada por los ejércitos de la Unión Soviética en el este,y por Estados Unidos, Francia y Gran Bretaña, lo que dará lugar a dos zonas de influencia y a la consecuente partición del país entre la República Federal de Alemania y la República Democrática Alemana.
En Francia nacieron unos 200 000 "Niños de la guerra" de padre alemán y madre francesa desde que comenzó la ocupación hasta los meses posteriores al fin de la guerra.

### Reconciliación franco-alemana

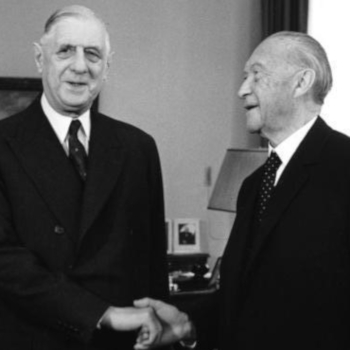
El presidente francés Charles de Gaulle y canciller alemán Konrad Adenauer. En 1963 ambos firmaron el Tratado del Elíseo.

Tras la guerra, la reconciliación entre Alemania y Francia parecía incierta. Sin embargo, a partir de 1945 se adoptaron iniciativas que pretendían un acercamiento bilateral y la cooperación descentralizada empezó a desempeñar un papel a partir de aquel momento, mediante el hermanamiento de ciudades, por ejemplo, aunque solo afectara aún a un número limitado de la población. Más tarde, se dieron varios momentos que marcaron las grandes etapas de la reconciliación y de la cooperación entre los dos países.

#### Ocupación francesa en Alemania y protectorado del Sarre
El líder soviético Iósif Stalin, victorioso tras la guerra, sólo accedió al establecimiento de una zona de ocupación francesa en Alemania cuando obtuvo el compromiso de que esta saldría de las zonas adjudicadas a británicos y estadounidenses. Ya en el verano de 1945, las potencias que habían derrotado a la Alemania nazi no aceptaron que hubiese un representante francés del General Charles De Gaulle en Conferencia de Potsdam.

#### Comunidad Europea
El 9 de mayo de 1950, Robert Schuman pronunció un discurso, preparado junto con Jean Monnet, en el que buscaba un acercamiento entre los dos países y que es considerado como la primera propuesta oficial para la construcción de una Europa integrada. Este texto se conoce a partir de esa fecha como la Declaración Schuman.
En 1951, el Tratado de París, firmado el 18 de abril, crea la Comunidad Europea del Carbón y del Acero (CECA), integrando Alemania, Francia, Bélgica, Italia, Luxemburgo y los Países Bajos.

#### Reunificación alemana y unión monetaria

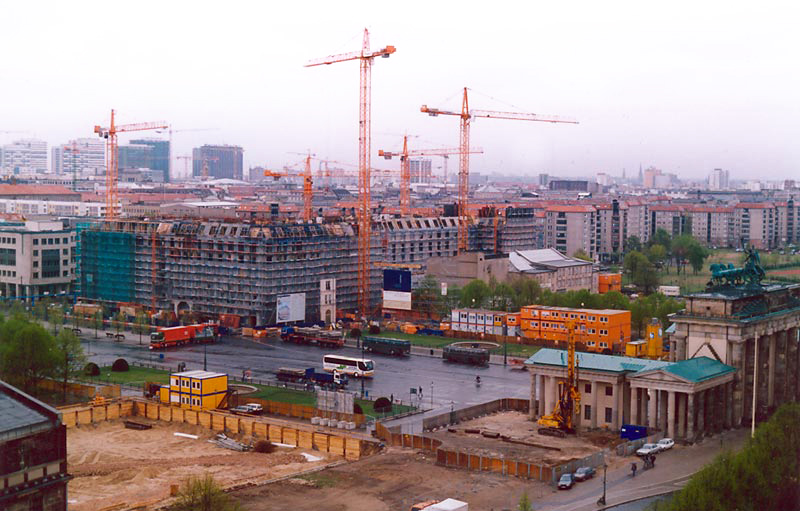
La Plaza de París (Berlín) durante el proceso de "Reconstrucción crítica" en 1995.

Con el fin de la guerra fría, Francia que perdió influencia política sin obtener poder económico. Por su parte Alemania ganó poder político con la reunificación, y también influencia económica con la posterior apertura de la Comunidad Europea hacia el Este.
En 2001 fueron establecidas las consultas informales conocidas como Proceso Blaesheim para impulsar el eje París-Berlín en la construcción de la UE, siendo iniciadas en la localidad de Blaesheim (Alsacia), entre el entonces canciller alemán Gerhard Schröder y el presidente francés Jacques Chirac. También se establecieron reuniones periódicas entre los respectivos ministros de Asuntos Exteriores.
El eje franco-alemán mostró su posición común en cuestiones como su postura contra de la invasión de Irak de 2003. Sin embargo, mientras Francia era golpeada por la recesión, la Alemania de Schröder, primero, y Angela Merkel, después, esquivaron la tormenta actuando basándose en su interés nacional.

#### Gobierno de Angela Merkel (2005-2021)

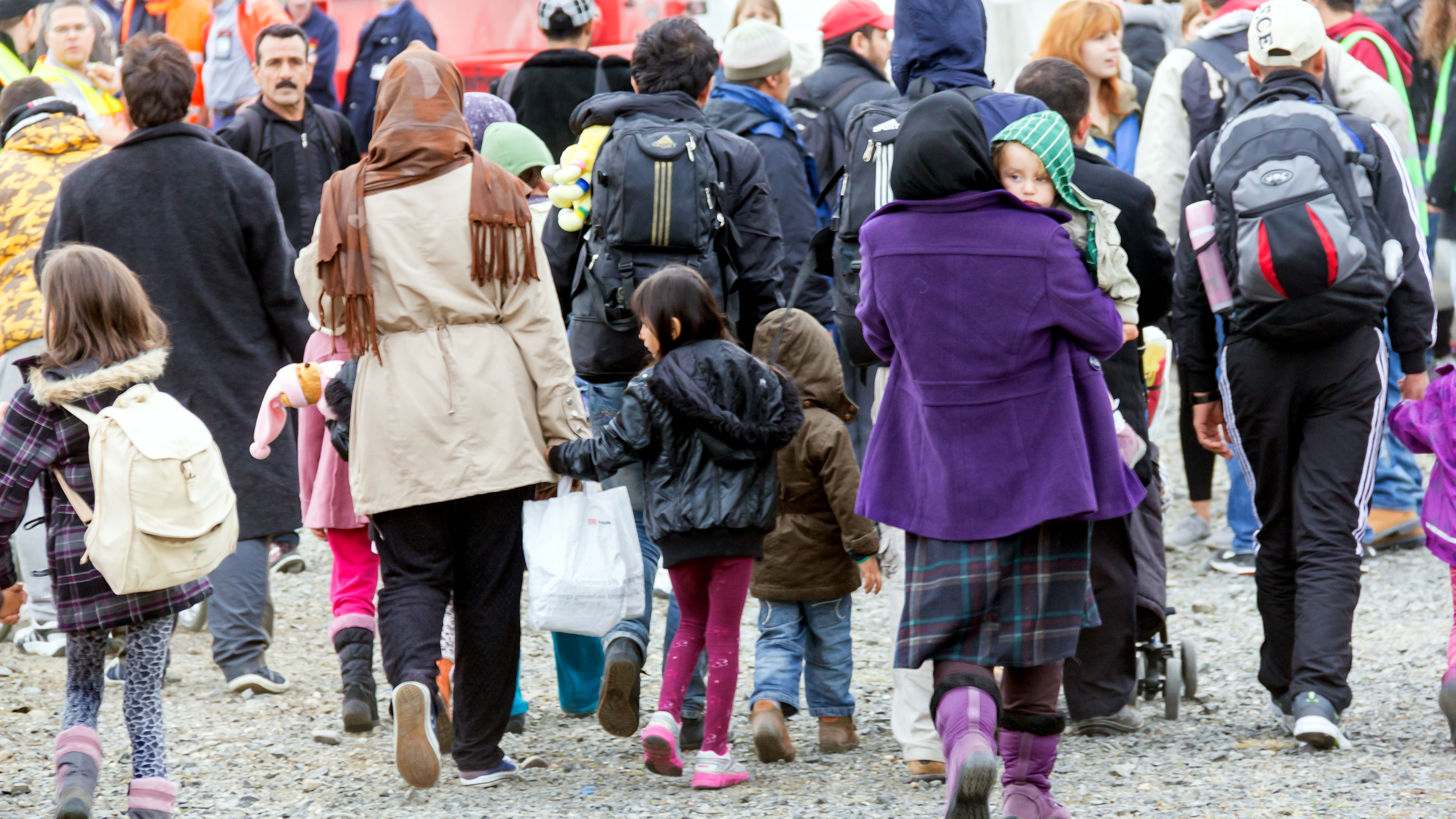
Llegada de refugiados en un tren especial desde la frontera entre Austria y Alemania a la estación del Aeropuerto de Colonia/Bonn (2015).

Desde que Angela Merkel asumió el cargo de Canciller alemana a finales del 2005, las relaciones bilaterales han mantenido la misma intensidad, dándose continuidad al Proceso Blaesheim y las cumbres de ministros. Entre tanto cuatro mandatarios han ocupado la presidencia francesa y los medios de comunicación han creado términos como Merkozy que está formado por los nombres de la canciller alemana Angela Merkel y del entonces presidente francés Nicolas Sarkozy. A este siguieron los términos Merkollande y Merkron en referencia a François Hollande y Emmanuel Macron respectivamente.
Durante la Guerra de Libia de 2011, Alemania no respaldó el activismo francés de liderar la intervención militar. El gobierno de Merkel decidió abstenerse en la votación de la Resolución 1973 del Consejo de Seguridad de Naciones Unidas, en contra de las solicitudes de Francia y otros socios internacionales. En esos momentos, Alemania estaba centrada en combatir la crisis del euro y había tomado decisiones como los rescates a Grecia, Irlanda y Portugal.
Por otra parte, en medio de la crisis migratoria de 2015 en Europa, Alemania registró más de un millón de refugiados mayoritariamente sirios, afganos e iraquíes. Los refugiados de guerra prefierieron emigrar a Alemania, Suecia y Dinamarca, donde los programas de inserción y posibilidades de trabajo eran más probables que en Francia.
Un día después de posesionarse como presidente de Francia, Emmanuel Macron realizó su primera visita a Berlín donde se entrevistó con la canciller, Angela Merkel, manifestando la meta de reforzar la UE a través del eje franco-alemán.

#### Refundación de la Unión Europea
La refundación de la Unión Europea es el proyecto que busca la reforma institucional y constitucional para adaptar a dicha organización a los futuros cambios globales y avanzar en la integración europea. Fue iniciado en 2017 y ha sido impulsado principalmente por la Comisión Europea y el denominado eje franco-alemán. Aunque el término «refundación» ha sido utilizado especialmente por el presidente de Francia, Emmanuel Macron y su gobierno, diferentes actores políticos se han referido a la situación empleando términos variados para reflejar la voluntad de aumentar la capacidad geopolítica, la autonomía estratégica o la soberanía de la Unión. Por ejemplo, durante la presidencia francesa del Consejo de la UE en 2022, el propio Macron utilizó como eslogan las palabras «relanzamiento, poder, pertenencia».
En medio de la tensión diplomática entre Rusia y la UE y la intensificación de la rivalidad entre China y Estados Unidos, la UE comenzó a debatir la noción de autonomía estratégica, que exige a la organización defender su soberanía y promover sus intereses de manera independiente. Dicha autonomía suele vincularse a la defensa, pero podría ir más allá, teniendo en cuenta que a nivel internacional las capacidades económicas y tecnológicas han ganado relevancia. Sin embargo, varios líderes europeos aspiran a dotar a la UE de las capacidades militares que consideran necesarias para garantizar su defensa en pos de conseguir la autonomía estratégica.
Entre tanto, en Estados Unidos, los gobiernos de Donald Trump y Joe Biden asumieron una postura de relativa ruptura respecto a la UE, lo que ha generado una «pérdida de confianza» en la relación bilateral dentro de la clase política y la opinión pública en la UE. Paralelamente las nuevas relaciones eurobritánicas, tras la salida del Reino Unido de la UE en 2020, se han desarrollado en medio de un reforzamiento de la angloesfera que ha chocado con algunos intereses de la UE.
Sin embargo, han sido dos los principales catalizadores que desde 2020 impulsan una serie de cambios de considerable magnitud en el bloque comunitario: la crisis de la pandemia de COVID-19 y la situación de la Unión tras la invasión rusa de Ucrania. Entre otros aspectos, ambas crisis pusieron en evidencia la dependencia exterior de la Unión para abastecerse de productos y materias primas de carácter estratégico. Ello, unido al creciente proteccionismo de competidores clave como China y Estados Unidos —en particular las leyes de este último aprobadas en 2022—, potenció la adopción de medidas comunitarias que buscan la reindustralización interior de la UE.
No obstante, desde que asumió sus funciones en 2017, el presidente Macron ya había abanderado propuestas en respaldo de su consigna de «refundar Europa». Pese a ello, en los primeros años de su gobierno, Macron no había obtenido el respaldo del gobierno de la canciller alemana Angela Merkel a sus iniciativas más ambiciosas dentro de la UE. Pero la situación cambió el 18 de mayo de 2020, cuando —en el marco de la crisis de la pandemia— ambos gobernantes presentaron un plan para la UE armonizado con varias acciones institucionales iniciadas en marzo de ese año, que fueron seguidas por una ola de anuncios sin precedentes. Esta dinámica ha despertado expectativas sobre Olaf Scholz —quien reemplazó a Merkel como canciller en diciembre de 2021— y su política europea enfocada en la evolución hacia el establecimiento de un «Estado federal».
| Los siete objetivos estratégicos de Emmanuel Macron y Olaf Scholz |
| --- |
| «Construir la Unión Europea para la próxima generación» (anuncio conjunto de los mandatarios en enero de 2023) |

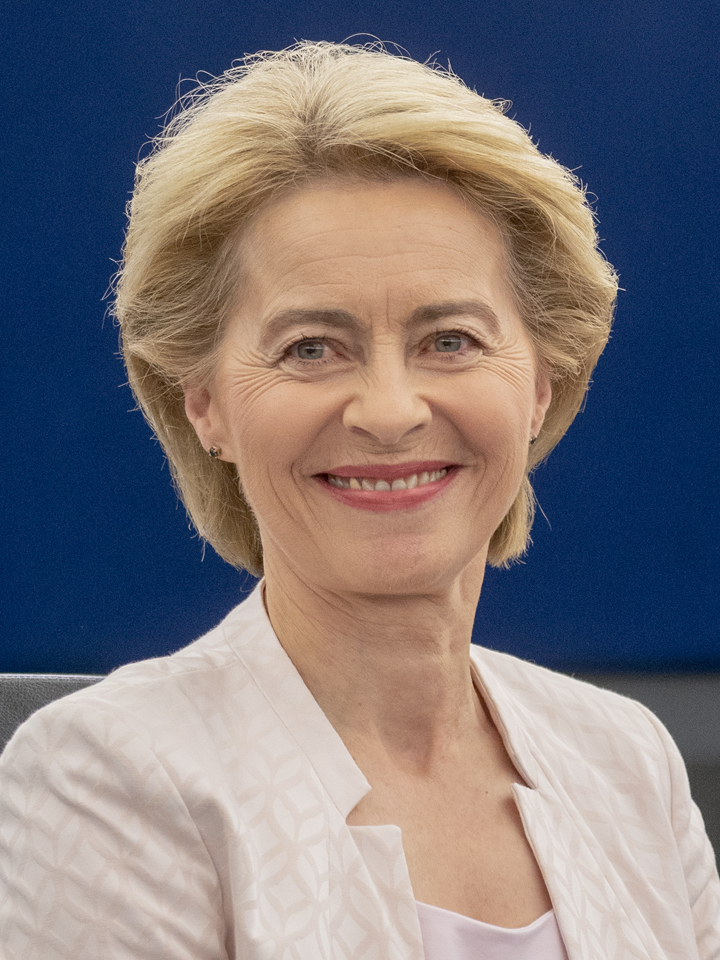
La alemana Ursula von der Leyen presidenta de la Comisión Europea desde diciembre de 2019. Fue Macron quien propuso su nombre para el cargo.

| 1. «Invertir más, y ahora, en nuestras fuerzas armadas y en la base de nuestras industrias de defensa». 2. «Reforzar nuestra diversificación de abastecimiento estratégico y nuestras capacidades en áreas críticas [...] convertirnos en el primer continente climáticamente neutro del mundo». 3. «Implementar una estrategia para fortalecer la competitividad industrial europea en un entorno europeo que estimule la competencia y la innovación». 4. «Reforzar el modelo europeo para que el progreso económico y social vaya de la mano de la transición ecológica [...] apoyar a nuestros conciudadanos y permitirles enfrentar los desafíos de la transición ecológica y beneficiarse de ella». 5. «Iniciar la unión de los mercados de capitales y completar la unión bancaria. Los Estados miembros garantizarán su sostenibilidad fiscal [...] priorisando las inversiones para la transición verde y digital [...] serán respaldados por un presupuesto de la UE con recursos propios e inversión en bienes públicos europeos». 6. «Actuar a favor del estado de derecho y las libertades individuales y marcar pautas en el escenario internacional, por ejemplo en el sector digital. Las importaciones a la UE deben cumplir con nuestros estándares de seguridad y derechos humanos, así como con nuestros estándares ambientales y sociales». 7. «Lograr avances rápidos y concretos en el proceso de ampliación de la Unión [...] asegurarnos de que una UE ampliada conserve su capacidad de actuar, con instituciones más eficaces y procesos de toma de decisiones más rápidos, incluso ampliando la votación por mayoría cualificada en el Consejo». |

## Las bases del Tratado del Elíseo
Desde 1963
El tratado afirmaba la necesidad de consultas periódicas entre Francia y Alemania Occidental para todas las cuestiones importantes relacionadas con defensa, educación y juventud. Asimismo, el tratado establece la necesidad de cumbres periódicas de alto nivel, de tal forma que los jefes de Estado y de gobierno de ambos países deben reunirse al menos dos veces al año y los ministros de asuntos exteriores cada tres meses, para garantizar de esta forma una cooperación cercana entre ambos países.
El primer encuentro entre los dos jefes de Estado tuvo lugar en el domicilio privado de Charles de Gaulle en Colombey-les-Deux-Églises en septiembre de 1958. Desde entonces, los jefes de Estado franceses y alemanes han mantenido una relación cercana, considerada con frecuencia como el motor de la integración europea

## Misiones diplomáticas

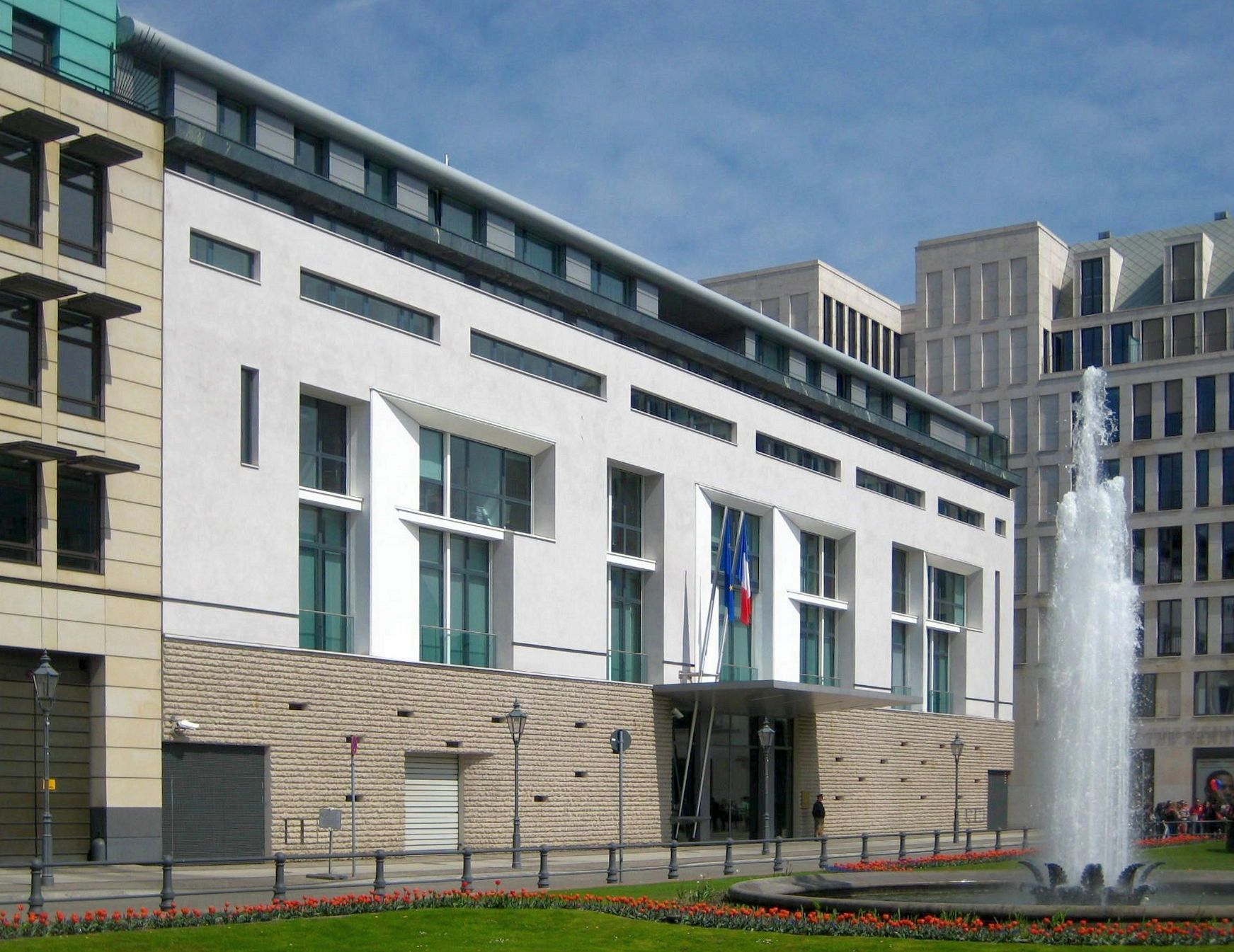
Embajada de Francia en Berlín fue inaugurada en 2002.

- Alemania estableció su embajada en París, mantiene tres consulados generales en Estrasburgo, Lyon y Marsella y un consulado en Burdeos.[51]
- Francia fijó su embajada en Berlín y seis consulados generales en Düsseldorf, Fráncfort del Meno, Hamburgo, Múnich, Saarbrücken y Stuttgart.[52]

## Frontera
La frontera franco-alemana se extiende sobre 451 km, al este de Francia y al oeste de Alemania.
Inicia al noroeste al trifinio Alemania-Francia-Luxemburgo, hasta la conjunción del municipio alemán de Perl (estado de Sarre), del municipio francés de Apach (departamento de Mosela) y del municipio luxemburgués de Schengen (cantón de Remich). Este punto está ubicado sobre el Mosela.
La frontera sigue luego en dirección general hacia el este, hasta el Rin. Remonta entonces el curso de este hacia el sur hasta el trifinio Alemania-Francia-Suiza, ubicado en el Rin sobre los municipios de Weil am Rhein (Alemania, estado de Baden-Wurtemberg), de Huningue (Francia, departamento del Alto Rin) y la ciudad de Basilea (Suiza, cantón de Basilea). Este está simbolizado por el Dreiländereck, monumento situado aproximadamente a 150 metros al sudeste en territorio suizo.
Eurodistrict SaarMoselle
Región comprendida entre el Sarre y el Mosela, a ambos lados de la frontera franco-alemana. Ubicada en el “corazón de Europa”, en dos siglos sus habitantes cambiaron su nacionalidad ocho veces.
Entre los siglos XIX y XX, su historia estuvo marcada por las industrias pesadas y, en particular, la minería del carbón y la industria del acero.

## Críticas al Eje franco-alemán
La prensa política ha reconocido importantes divergencias entre el ideal de la "amistad franco-alemana" y la realidad de la competencia entre los dos países. Según The Economist, desde la Gran Recesión, el denominado Eje franco-alemán ha servido “para esconder la fuerza de Alemania y la debilidad de Francia”.
También el proyecto comunitario de la UE parece deambular sin que nadie asuma el liderazgo, una situación que el historiador Timothy Garton Ash resumió como: “Los franceses quieren, pero no pueden; los alemanes pueden, pero no quieren”.